# 塔恩-加龙省
塔恩-加龍省（法語：Tarn-et-Garonne）是法國奥克西塔尼大区所轄的省份。該省編號為82。